# كريستيان جنسن (سياسي)
كريستيان جنسن (بالدنماركية: Kristian Jensen)‏ هو سياسي دانمركي، ولد في 21 مايو 1971 في الدنمارك. حزبياً، نشط في الحزب الليبرالي.

## مناصب
- انتخب عضو فولكتنغ [الإنجليزية]‏ عن دائرة West Jutland (Folketing constituency) [الإنجليزية]‏ وقد انضم خلال فترته النيابية ‏  للكتلة البرلمانية الحزب الليبرالي.
- انتخب عضو فولكتنغ [الإنجليزية]‏ عن دائرة West Jutland (Folketing constituency) [الإنجليزية]‏ وقد انضم خلال فترته النيابية ‏  للكتلة البرلمانية الحزب الليبرالي.
- انتخب وزير المالية الدنماركي [الإنجليزية]‏ (28 نوفمبر 2016 – ).
- انتخب وزير الخارجية [الإنجليزية]‏ (28 يونيو 2015 – ).
- انتخب عضو فولكتنغ [الإنجليزية]‏ عن دائرة West Jutland (Folketing constituency) [الإنجليزية]‏ وقد انضم خلال فترته النيابية ‏  للكتلة البرلمانية الحزب الليبرالي.